# 代跑
代跑（英語：Pinch Runner，縮寫PR），為一棒球調度術語，指比賽中可用來進行現有打擊順序名單替換的未上場球員。由於棒球比賽規則規定：球員在退場後即不得再上場，而代跑者在下一局起就必須接續原球員的守備位置。若代跑者的守備位置與原打者有異，則下一局起，防守陣容將會進行較大的變動。有指定打擊的名單中，任何打者代跑，皆直接入替原打者的位置，指定打擊亦是直接入替，到比賽結束。
代跑派用時機為比分接近时。如壘上有人，而又是比分接近時，選擇球隊中腳程快的球員進行代跑。而因腳程快，便可快一步到本壘，進而得分。

## 另見
- 指定打擊
- 代打
- 棒球

## 外部連結
- 代跑在台灣棒球維基館上的頁面（繁體中文）